# Plecoptera dimorpha
Plecoptera dimorpha är en fjärilsart som beskrevs av M.Gaede 1939. Plecoptera dimorpha ingår i släktet Plecoptera och familjen nattflyn. Inga underarter finns listade i Catalogue of Life.